# AK-230
AK-230 är en sovjetisk luftvärnspjäs för marint bruk. Pjäsen är helautomatisk och fjärrstyrs från ett centralsikte. Pjäsen blev snabbt populär och installerades på allt från patrullbåtar till kryssare. Den har också licenstillverkats i Kina under namnet ”Typ 69”. I mitten på 1970-talet ersattes den av den modernare pjäsen AK-630, men den är fortfarande i tjänst i många länder.

## Konstruktion
Pjäsen består av två stycken vattenkylda NN-30 revolverkanoner. Avfyringen och ammunitionsmatningen är elektrisk, men omladdningen sker med gastryck. Ammunitionen lagras i böjda magasin under tornet och tomhylsorna matas ut i utrymmet mellan magasinet och det kjolformade ytterhöljet. Den kinesiska ”Typ 69” skiljer sig från originalet genom att mata ut tomhylsorna på utsidan.
AK-230 centralriktas oftast från ett centralsikte med eldledningsradarn MR-103 Bars (NATO-beteckning Muff Cob) eller MR-104 Rys (NATO-beteckning Drum Tilt), men kan i nödfall riktas manuellt.

## Varianter
- AK-230A – Version för 220 volt likspänning.
- AK-230B – Version för 380 volt trefas växelspänning.
- AK-230M – Lågmagnetisk version speciellt framtagen för minsvepare.
- Typ 69 – Kinesisk version tillverkad på licens.